# Cantonul La Grave
Cantonul La Grave este un canton din arondismentul Briançon, departamentul Hautes-Alpes, regiunea Provence-Alpes-Côte d'Azur, Franța.

## Comune
- La Grave (reședință)
- Villar-d'Arêne